# عبد الرحمن زعبي
عبد الرحمن الزعبي (بالعبرية: עבד א-רחמן זועבי‏) (مواليد 13 نوفمبر 1932 - 12 سبتمبر 2014). من الشخصيات البارزة لعرب 48، هو نائب رئيس «المحكمة المركزية» في الناصرة، والوحيد من بين عرب 48 الذي عين لفترة زمنية في المحكمة العليا.
عبد الرحمن درس المحاماة والاقتصاد في جامعة تل أبيب. أنهى تعليمه عام 1958.